# Яворівський повіт
Яворівський повіт (нім. Bezirk Jaworów, пол. Powiat jaworowski) — історична адміністративна одиниця у складі Австро-Угорщини, Західно-Української Народної республіки, Польщі, УРСР і Третього Райху. Адміністративним центром повіту було місто Яворів.

## Королівство Галичини та Володимирії
Провісник пізнішого повіту Судовий повіт Яворів (адміністративно-судовий орган влади) був створений наприкінці 1850 р. Повітова судова виконавча влада підпорядковувалась утвореному того ж року апеляційному суду у Львові (за підпорядкованістю до якого повіти вважались належними до Східної Галичини на противагу апеляційному суду у Кракові як критерію належності до Західної Галичини).
Сам Яворівський повіт як орган адміністративної влади після проголошення в 1854 р. був створений 29 вересня 1855 р. (паралельно до наявного судового повіту) у складі Перемиського округу.
Після скасування окружних відомств наприкінці жовтня 1865 р. їх компетенція перейшла до повітових управлінь. За розпорядженням міністерства внутрішніх справ Австро-Угорщини 23 січня 1867 року під час адміністративної реформи місцевого самоврядування збільшені повіти, зокрема до попереднього Яворівського повіту (з 25 самоврядних громад-гмін) приєднані повіт Краківець (з 29 гмін) і 3 гміни (Воля-Старицька, Курники і Вишенька) Янівського повіту, однак залишились 2 повітові суди в Яворові та Краківці.
Повіт Рава-Руська складався (за переписом населення 1910 року) з 73 гмін (самоврядних громад) і 52 фільварків та займав площу 1005 км². Якщо в 1900 році населення налічувало 78002 особи, у 1910 році тут проживало 86720 осіб. В повіті, переважали українці греко-католики (78 %), євреї становили близько 7 % населення.
Поділ громад повіту між судами 1910 року:
Судовий повіт Яворів:
- Бердихув (Бердихів)
- Брухналь
- Цетуля
- Черчик
- Чернилява
- Чолгині (складалася з сіл Чолгині та Рулів)
- місто Яворів
- Язів Новий
- Язів Старий
- Курники
- Ляшки (складалася з сіл Чорнокунці та Ляшки)
- Молошковичі
- Мосберґ (складалася з сіл Бердікав і Мосберґ)
- Мужиловичі Колонія
- Мужиловичі Народові
- Новосілки
- Вільшаниця
- Віжомля
- Підлуби Великі
- Поруденко
- Порудно
- Прилбичі
- Рогізно
- Шумляв
- Сідлиська
- Стажиська
- Шкло
- Тросцянєц (Тростянець)
- Тучапи
- Вербляни
- Воля-Старицька
- Залужжя
- Завадів
- Збадинь

Судовий повіт Краківець:
- Бунів
- Божа Воля
- Будомир
- Будзинь
- Хотинець
- Чапляки
- Дрогомишль
- Фельбах
- Гнойниці
- Грушів
- Грушовичі
- Гуки
- Колониці
- Кобильниця Руська
- Кобильниця Волоська
- Коханівка
- містечко Краківець
- Любєнє (Любині)
- Млини
- Мор'янці
- Нагачів
- Пшедбуже
- Реберґ
- Руда Коханівська
- Руда-Краковецька
- Сарни
- Семирівка
- Сколин
- Свидниця
- Щеплоти
- містечко Великі Очі
- Вовча Гора
- Воля Гнійницька
- Вілька Роснівська
- Вілька Зміївська
- Змієвиська

## У складі ЗУНР
Повітовим комісаром спочатку був професор гімназії Михайло Білик, його змінив учитель гімназії Дмитро Ліськевич, якого змінив адвокат Михайло Крижанівський. Головою міської УНРади (бургомістром) був обраний управитель товариства «Народний Дім» Іван Загаєвич, головою Повітової УНРади — вчитель гімназії Онуфрій Власійчук, делегатом до УНРади — о. Теодор Чайковський, сотрудник у Яворові.
Повіт входив до Львівської військової області ЗУНР, повітовим військовим комендантом був Хархаліс Микола.

## Під польською окупацією
У 1920 році був включений до новоутвореного Львівського воєводства після окупації поляками земель ЗУНР. Адміністративним центром повіту було місто Яворів з населенням 10690 осіб, а загальна чисельність населення повіту складала 86800 осіб (за даними перепису населення 1921 року).

### Зміни адміністративного поділу
1 квітня 1930 року села Тучапи і Збадинь-Кутенберг вилучені з Яворівського повіту і включені до Грудецького та утворене село Шутова рішенням Ради міністрів 29 листопада 1929 року шляхом відділення частин від сіл Бунів і Порудно Яворівського повіту.
Відповідно до розпорядження міністра внутрішніх справ Польщі від 28 травня 1934 року «Про зміну кордонів Любачівського та Яворівського повітів у Львівському воєводстві» села Будомир і Грушів вилучено зі складу Яворівського повіту та приєднано до Любачівського повіту, натомість приєднано село Липовець (з присілками Лінденав і Майдан).
Відповідно до розпорядження міністра внутрішніх справ Польщі від 14 липня 1934 року «Про поділ повіту Яворівського у Львівському воєводстві на сільські ґміни», 1 серпня 1934 року у Яворівському повіті були утворені об'єднані сільські гміни.

#### Міста (Міські ґміни)
- місто Яворов
- містечко Краковєц — місто з 1934 року[7].

#### Сільські ґміни
Кількість
- 1920—1929 рр. — 68;
- 1929—1930 рр. — 69;
- 1930—1934 рр. — 67;
- 1934 р. — 66;
- 1934—1939 рр. — 8.

| Об'єднані сільські ґміни 1934 року | Об'єднані сільські ґміни 1934 року | Старі сільські ґміни | Кількість |
| ---------------------------------- | ---------------------------------- | --- | --------- |
| 1                                  | Ґміна Брухналь                     | Бердихув (Бердихів), Брухналь, Молошковіце (Молошковичі), Мосберґ, Мужиловіце Колонья (Мужиловичі), Мужиловіце Народове (Мужиловичі), Подлуби Велькє (Підлуби), Пшилбіце (Прилбичі), Чолгинє (Чолгині) | 9         |
| 2                                  | Ґміна Вєлькє Очи                   | Божа Воля, Вєлькє Очи, Вулька Жмійовска, Жмійовіска, Кобильніца Руска, Кобильніца Волоска, Пшедбуже, Руда Кохановска, Руда Краковєцка, Сколін, Сьвідніца, Фельбах, Чаплакі                             | 13        |
| 3                                  | Ґміна Вежбяни                      | Вєжбяни (Вербляни), Завадув (Завадів), Тросцянєц (Тростянець), Щеплоти, Яжув Стари (Старий Яр) | 5         |
| 4                                  | Ґміна Ґнойніце                     | Будзинь, Воля Ґнойніцка, Ґнойніце (Глиниці), Грущовіце (Грушовичі), Млини, Хотинєц | 6         |
| 5                                  | Ґміна Нагачув                      | Вілча Ґура (Вовча Гора), Гукі, Дрогомисьль (Дрогомишль), Колониці, Коханувка (Коханівка), Ліповєц (Липовець) (з 15.06.1934), Нагачув (Нагачів), Семерувка (Семирівка), Чернілява (Чернилава)           | 9         |
| 6                                  | Ґміна Ожомля Мала                  | Ляшкі, Новосюлкі (Новосілки), Ожомля (Віжомля), Ожомля Мала (Віжомля), Рогузьно (Рогізно), Сєдліска (Оселя), Черчик                                                                                    | 7         |
| 7                                  | Ґміна Шкло                         | Воля Стажиска (Воля-Старицька), Залуже (Залужжя), Курнікі (Курники), Олшаніца (Вільшаниця), Стажиска (Старичі), Шкло, Цетуля, Яжув Нови (Новий Яр)                                                     | 8         |
| 8                                  | Ґміна Шутова                       | Бонув (Бонів), Вулька Росновска (Роснівка), Любєнє (Любині), Мораньце (Морʼянці), Поруденко, Порудно, Пишувка (Пишівка), Сарни, Шутова (з 29.11.1929)                                                  | 9         |
| передано до Грудецького повіту     | передано до Грудецького повіту     | Збадинь-Кутенберг (до 01.04.1930), Тучапи (до 01.04.1930) | 2         |
| передано до Любачувського повіту   | передано до Любачувського повіту   | Будомєж (Будомир) (до 15.06.1934), Грушув (Грушів) (до 15.06.1934) | 2         |

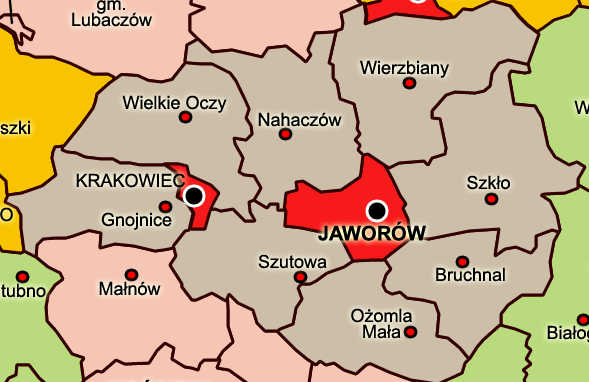
Яворівський повіт

* Виділено містечка, що були у складі сільських ґмін та не мали міських прав.

### Населення
У 1907 році українці-греко-католики становили 79 % населення повіту.
У 1939 році в повіті мешкало 92900 осіб (73 945 українців-греко-католиків — 79,6 %, 5255 українців-латинників — 5,3 %, 6545 поляків — 7,05 %, 1060 польських колоністів міжвоєнного періоду — 1,14 %, 5185 євреїв — 5,58 % і 970 німців та інших національностей — 0,1 %).
Публіковані польським урядом цифри про національний склад повіту за результатами перепису 1931 року (з 86762 населення ніби-то було аж 26938 (31,03 %) поляків при 55868 (64,36 %) українців, 3044 (3,5 %) євреїв і 590 (0,68 %) німців) суперечать даним, отриманим від місцевих жителів (див. вище) та пропорціям за допольськими (австрійськими 1907 року) та післяпольськими (радянськими 1940 і німецькими 1942) звітами.

### Перейменування
Рішенням міністра внутрішніх справ 4 травня 1939 року змінені німецькі назви поселень (колоній) на польські:
- Поток Яворовскі замість Фельбах (нім. Fehlbach)
- Станіславувка замість Мосберґ (нім. Moosberg)
- Міхалувка замість Бердікав (нім. Berdikau)
- Ліповчик замість Лінденав (нім. Lindenau)

## СРСР
Після приєднання західно-українських земель до Українською РСР повіт включений 27 листопада 1939 року до складу новоутвореної Львівської області. Повіт ліквідований відповідно до Указу Президії Верховної Ради УРСР від 17 січня 1940 року у зв'язку з поділом на райони — кожен із кількох ґмін:
- Краковецький — з міської ґміни Краківець та сільських ґмін Великі Очі, Ґнойниці, Нагачув і Шутова;
- Яворівський — з міської ґміни Яворів та сільських ґмін Брухналь, Вежбяни, Ожомля Мала і Шкло.

## Третій Райх
Німецькою окупаційною владою 1.08.1941 року відновлений повіт, відновлений був також і поділ на ґміни. Яворівський повіт 11.08.1941 року разом з Городоцьким повітом підпорядковано окружному староству і об'єднанню гмін Лемберг-Гродек (нім. Kreishauptmannschaft und Gemeindeverband Lemberg-Land) — складовій частині Дистрикту Галичина. На чолі стояв окружний староста — крайсгауптман. В окружному старостві Лемберг-Гродек цю посаду з 15 вересня 1941 займав адвокат Штокгек (нім. Stockhoeck), який водночас був крайсгауптманом крайскомісаріату Судова Вишня. Адміністративним центром було місто Львів.
Пізніше окружне староство Лемберг-Гродек було перейменовано на окружне староство Лемберг-Ланд-Схід (нім. Kreishauptmannschaft Lemberg-Land-Ost). 1 квітня 1942 шляхом об'єднання окружних староств Лемберг-Ланд-Схід і Лемберг-Ланд-Захід та крайскомісаріату Судова Вишня було утворено т. зв. «Львівську заміську округу» (нім. Kreishauptmannschaft Lemberg-Land) або ж «Львівське окружне староство». З 1 червня 1943 керівником об'єднаного окружного староства став оберландрат барон Йоахім фон дер Лаєн. 1 липня 1943 створено Бібрківський, Городоцький, Судововишнянський і Жовківський повітові комісаріати (нім. Landkommissariate Bóbrka, Gródek, Sadowa Wisznia, Zolkiew).
Після повторного захоплення території повіту радянськими військами його знову поділено на ті ж райони.

## Сучасність
В даний час на території Яворівського повіту розташовані наступні адміністративні одиниці:
- Яворівський район, Львівської області, Україна — майже уся територія колишнього Яворівського повіту: міські ґміни Краковець та Яворів, сільські ґміни Брухналь, Вежбяни, Нагачув (крім села Майдан-Липовецький), Ожомля Мала, Шкло, Шутова повністю, ґміна Велькі Очі — села Божа Воля, Передвір'я, Руда, Руда-Краковецька, Свидниця, ґміна Ґнойніце — села Глининці та Глиницька Воля;
- частково Ярославський та Любачівський повіти, Підкарпатського воєводства, Польщі.